# Falcocladium multivesiculatum
Falcocladium multivesiculatum är en svampart som beskrevs av S.F. Silveira, Alfenas, Crous & M.J. Wingf. 1994. Falcocladium multivesiculatum ingår i släktet Falcocladium och familjen Nectriaceae.   Inga underarter finns listade i Catalogue of Life.